# San Miniato al Monte
San Miniato al Monte är en romersk-katolsk kyrkobyggnad och mindre basilika i Florens, helgad åt den helige martyren Minias av Florens (död omkring år 250). Kyrkan är belägen på en kulle i södra delen av Florens.
Kyrkan påbörjades år 1018 och fullbordades på 1100-talet. Fasadens nedre våning utgörs av en arkad med rundbågar. Den övre våningen har bland annat en mosaik med Kristus flankerad av Jungfru Maria och den helige Minias. Mellan entablementet och den krönande frontonen finns en blindarkad. Fasaden är klädd i vit och grön marmor.
I interiören finns bland annat kardinal Jaime av Portugals gravkapell, ritat av bröderna Antonio och Bernardo Rossellino och uppfört mellan 1459 och 1467.

## Bilder
| - Fasadmosaiken föreställande Kristus flankerad av Jungfru Maria och den helige Minias. |